# 广东战役
广东战役，是第二次国共内战中，中国人民解放军第二野战军第4兵团、中国人民解放军第四野战军兵团等部南下部队，与广东境内国军的一场战役。

## 背景
1948年12月26日，廣東全境實施戒嚴。:87611949年8月，解放军进占江西，准备进军广东。8月24日晨，蔣介石召見顧祝同、刘安祺及漢謀等十餘人，嚴囑不使廣州防衛空虛。华南军政长官公署军政长官余汉谋指挥驻广东3个兵团10个军及保安团队，共约15万人，在其国防部巩固粤北、确保广州指令下，以7个军梯次配置在曲江至广州铁路沿线，2个军驻守潮安、汕头地区，1个军驻湛江，企图阻止解放军入粤。第四野战军根据中共中央军委关于解放华南地区的统一部署，决定以第4、第15兵团和两广纵队共22万余人，由第4兵团司令员兼政治委员陈赓指挥，于9月底集结湘赣粤边境，在粤赣湘边纵队（即林平纵队）、闽粤赣边纵队和粤中纵队共4万余人配合下，于衡宝战役同时，分3路向广东进军。拟在歼灭余汉谋主力，攻占广州后，第4兵团再西进至粤桂边境，对白崇禧集团战略迂回。

## 经過
10月2日，中国人民解放军分3路向广东进攻。10月7日，右路第4兵团占领曲江，中路第15兵团进占翁源，左路两广纵队和粤赣湘边纵队占领和平、河源等地，直插博罗。在解放军强大攻势下，粤北守军纷纷向广州撤退。解放军长驱直入，在佛冈、花县、英德、清远、增城等县城歼灭守军一部。此时，余汉谋部主力向粤西溃退。10月14日夜，第15兵团进占广州，两广纵队和粤赣湘边纵队进至珠江三角洲。10月15日，第4兵团以6个师在粤中纵队配合下分3路向粤西追击，西路由三水经高要、阳春迂回阳江西侧，切断国军入桂道路;东路由佛山经鹤山、台山插向阳江南侧，防止国军由海上撤退；中路由三水经高明直出恩平，向阳江追击。该兵团克服种种困难，昼夜兼程猛追，至10月24日将第二十一兵团部及4个军残部共4万余人包围于阳江。10月25日，第二十一兵团集中3个师向西突围不成；第4兵团主力趁势从三面攻击，于10月26日将其全歼。第4兵团一部继续西进，至11月4日，先后占领罗定、信宜、廉江等地，切断白崇禧部向海南岛的退路。此时，驻潮安、汕头之胡璉兵团已由海上撤走，闽粤赣边纵队随即攻佔潮汕地区，战役结束。

## 结果
此役，解放军共歼灭国军6.2万余人。解放军缴获各种炮710余门，轻重机枪2,200余挺，各种枪3万余支、汽车150余辆，各种枪弹260余万发。除沿海岛屿及雷州半岛外，解放军占领广东。